# Чудик Василь Іванович

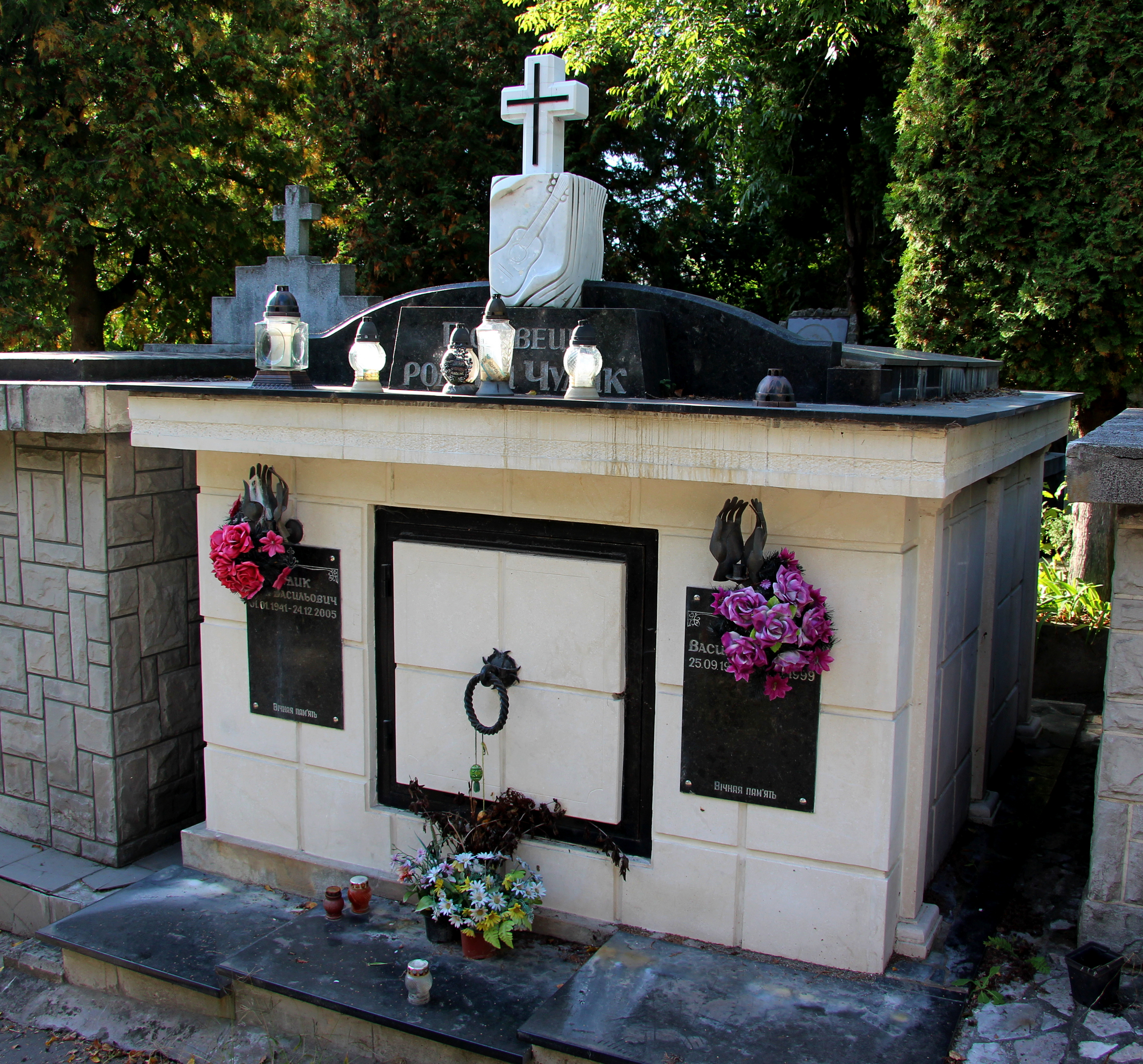

Василь Іванович Чудик (25 вересня 1968, Львів[джерело?] — 18 липня 1999, Львів) — шеф-редактор радіо «Незалежність», бард.

## Життєпис
Народився і виріс у м. Львові. Навчався у СЗШ № 46, яка тепер носить ім'я В'ячеслава Чорновола[джерело?]. З 1987 по 1989 роки служив в армії.
Після армії поновив навчання у Львівському університеті на факультеті журналістики. У 1989 році був учасником у конкурсі української авторської пісні «Пісня — душа народу», який проводився у стінах університету. Василеві Чудику було присуджено першу премію та вручено приз глядацьких симпатій.
У 1991 виступав на конкурсі співців Другого Всеукраїнського фестивалю сучасної пісні та популярної музики «Червона рута» у Запоріжжі. Підготував три пісні: «Я не вернуся», «Почекай», «Сільська церковця». 
Загинув 18 липня 1999 року за не з'ясованих обставин. За словами начальника Личаківського РВВС, Василь Чудик загинув через нещасний випадок: у темному під’їзді він вдарився об засклені дверцята шафи, яка стояла на коридорі, розбив скло, яке розітнуло йому артерію, і стік кров’ю.
Похований у родинній гробниці, на  полі 7-а Янівського цвинтаря[джерело?].

## Родинні зв'язки
- Мати — Марія Лугова.
- Батько — Іван Чудик (працював старшим редактором Львівського обласного радіо). Засновник радіо «Незалежність».